# Općina Zagorje ob Savi
Općina Zagorje ob Savi (slo.:Občina Zagorje ob Savi) je općina u središnjoj Slovenije u pokrajini Kranjskoj i statističkoj regiji Zasavlje. Središte općine je grad Zagorje ob Savi sa 6.893 stanovnika.

## Zemljopis
Općina Zagorje ob Savi nalazi se u središnjem dijelu Slovenije, u regiji Zasavlje. Središnji dio općine je u uskoj dolini rijeke Save, a sjeverni i južni na padinama Posavskog Hribovja, koje se pruža s obje strane rijeke.
U općini vlada umjereno kontinentalna klima. Najvažniji vodotok u općini je rijeka Sava, svi ostali vodotoci su mali i njeni su pritoci.

## Naselja u općini
Blodnik, Borje pri Mlinšah, Borje, Borovak pri Podkumu, Brezje, Breznik, Briše, Dobrljevo, Dolenja vas, Dolgo Brdo pri Mlinšah, Družina, Čemšenik, Čolnišče, Golče, Gorenja vas, Hrastnik pri Trojanah, Izlake, Jablana, Jarše, Jelenk, Jelševica, Jesenovo, Kandrše, Kisovec, Kolk, Kolovrat, Konjšica, Kostrevnica, Kotredež, Log pri Mlinšah, Loke pri Zagorju, Mali Kum, Medija, Mlinše, Mošenik, Orehovica, Osredek, Padež, Podkraj pri Zagorju, Podkum, Podlipovica, Polšina, Potoška vas, Požarje, Prapreče, Ravenska vas, Ravne pri Mlinšah, Razbor pri Čemšeniku, Razpotje, Rodež, Rove, Rovišče, Rtiče, Ržiše, Selo pri Zagorju, Senožeti, Sopota, Šemnik, Šentgotard, Šentlambert, Šklendrovec, Tirna, Vidrga, Vine, Vrh pri Mlinšah, Vrh, Vrhe, Zabava, Zabreznik, Zagorje ob Savi, Zavine, Zgornji Prhovec, Znojile, Žvarulje

## Vanjske poveznice
- Službena stranica općine